# Challenger de Porto Alegre 2012
El torneo Aberto de Tênis do Rio Grande do Sul 2012 es un torneo profesional de tenis. Pertenece al ATP Challenger Series 2012. Se juega su 1ª edición sobre superficie de tierra batida, en Porto Alegre, Brasil entre el 22 y el 28 de octubre.

## Campeones

### Individual Masculino
- Simon Greul derrotó en la final a  Gastão Elias, 2–6, 7–6(5), 7–5

### Dobles Masculino
- Marcelo Demoliner /  João Souza derrotaron en la final a  Simon Greul /  Alessandro Motti, 6–3, 3–6, [10–7]